# Одо II (Лужица)
Одо II или Ходо II (на немски: Odo II, Hodo II; † сл. 30 юни 1032, вер. 1034) от род Билунги, е граф в Швабенгау и от 1030 до 1032 г. маркграф на Марка Лужица. С него фамилията се прекратява по мъжка линия.

## Биография
Той е единственият син на маркграф Титмар II († 1030). Внук е на маркграф Геро I († 1015).
През 1030 г. той наследява баща си. Умира бездетен и е наследен от Дитрих I от род Ветини († 1034).